# غوبسكايا
غوبسكايا (بالروسية: Губская) هي مدينة في مقاطعة كراسنودار كراي في روسيا. يبلغ عدد سكانها حوالي 3119 نسمة.